# Deinopis plurituberculata
Deinopis plurituberculata là một loài nhện trong họ Deinopidae.
Loài này thuộc chi Deinopis. Deinopis plurituberculata được miêu tả năm 1925 bởi Cândido Firmino de Mello-Leitão.